# Stefan Wilson
Stefan James Wilson (Sheffield, 20 de setembro de 1989) é um automobilista britânico nascido na Inglaterra. Ele é o irmão mais novo do falecido piloto de Fórmula 1 e da Indy Car, Justin Wilson. Ele também é o vencedor do McLaren Autosport BRDC Award para jovens pilotos britânicos promissores.